# Mansión de Jaunsvente
La Mansión de Jaunsvente (en letón: Jaunsventes muiža; en alemán: Swenten), también llamada Mansión de Svente, es una casa señorial en Svente, parroquia de Svente, municipio de Augšdaugava en la región de Selonia de Letonia. El renovado edificio es ahora gestionado por SIA “Jaunsventes muiža”, que proporciona alojamiento en sus 12 habitaciones, cada una correspondiente a cada uno de los doce meses del año.

## Historias
Después de estar a disposición del estado letón durante la reforma agraria de 1922, la mansión albergó la escuela de Svente. La construcción fue completada en 1912, aparentemente según el diseño arquitectónico de Wilhelm Neumann. El parque fue diseñado paisajísticamente durante la primera mitad del siglo XIX.
La restaurada casa rural de los condes de Plater-Cyberk ahora alberga un museo en los terrenos de la finca. Entre las exhibiciones hay un tanque IS-2, tanques estándares T-34, y vehículos blindados BRDM-1, BRDM-2, camiones GAZ-67 del Ejército Rojo y Jeeps Willys.